# 横浜市立すみれが丘小学校
横浜市立すみれが丘小学校（よこはましりつ すみれがおかしょうがっこう）は、神奈川県横浜市都筑区すみれが丘にある公立小学校。

## 概要
- 本校は、山田小学校の一部学区を分離して開校した。

## 沿革
出典
- 1975年（昭和50年）
  - 9月1日 - 山田小学校より独立し、開校。開校時点の児童数273名・学級数9学級・教職員数19名。
  - 11月30日 - 理科観察池完成。
- 1976年（昭和51年）
  - 1月 - 各教室にテレビを設置。
  - 6月3日 - この日を開校記念日に制定。
  - 9月4日 - 創立1周年記念事業実施し、校章発表。
- 1977年（昭和52年）
  - 3月 - 第1回卒業式挙行。最初の卒業生は47名。
  - 7月 - プール完成。
- 1978年（昭和53年）
  - 3月 - 児童数急増のため、運動場にプレハブ校舎建設。
  - 3月20日 - 飼育舎設置（PTA寄贈）。
  - 7月 - 西校舎建設（家庭科室、図工室、普通教室4）。
- 1979年（昭和54年）3月3日 - 第2期校舎増設完成を祝う集い開催。PTA会長より校旗贈呈。
- 1980年（昭和55年）9月13日 - 校歌制定。
- 1985年（昭和60年）10月 - 創立10周年記念行事として、記念誌発行・記念植樹と風船飛ばし実施・オーケストラ鑑賞会と祝賀会開催。
- 1987年（昭和62年）4月27日 - すみれが丘イメージ噴水建設。
- 1988年（昭和63年）12月22日 - 焼窯庫と視聴覚室が新設。
- 1993年（平成5年）3月 - プレハブ校舎建設。
- 1996年（平成8年）
  - 3月 - プレハブ校舎撤去。
  - 4月 - 北山田小学校開校により、本校児童の約半数が北山田小学校へ移籍。
- 2000年（平成12年）
  - 6月12日 - はまっ子ふれあいスクール開設。
  - 9月 - 創立25周年大運動会開催。
  - 9月27日 - 学校運営協議会発足（都筑区モデル校）。
- 2001年（平成13年）
  - 3月 - 教室改修工事完了。電気焼窯庫新設。
  - 12月14日 - プレハブ校舎建設。
- 2002年（平成14年）
  - 1月8日 - 4学生3学級がプレハブ校舎で学習。
  - 8月31日 - 体育館の床改修工事完了。
- 2003年（平成15年）
  - 3月26日 - 校地外周フェンス改修工事完了。
  - 8月29日 - 本校舎教室・廊下塗装工事完了。
  - 10月9日 - 給水管工事完了。
  - 11月6日 - トイレ改修工事完了。
- 2004年（平成16年）3月12日 - 正門防犯カメラ設置工事完了。
- 2005年（平成17年）
  - 5月28日 - 30周年記念運動会開催。
  - 6月7日 - 航空写真撮影。
  - 11月26日 - 30周年記念式挙行し、全校発表会開催。
- 2006年（平成18年）1月31日 - 体育館トイレ改修工事完了。
- 2007年（平成19年）9月 - 耐震工事完了。校内LANケーブル整備。各教室インターホン設置。
- 2008年（平成20年）7月 - 学習相談室床補修工事完了。
- 2010年（平成22年）
  - 3月 - 太陽発電設備設置。プール循環器設備改修工事完了。
  - 8月 - 音楽室改修工事完了。
  - 12月 - 電波受信設備改修工事完了。
- 2011年（平成23年）
  - 2月 - 排水通気器具改修工事完了。
  - 4月 - 消火補給水槽補修工事完了。
  - 7月 - 教室照明設備改修工事完了。
  - 11月 - コンクリート強度等調査実施。
- 2012年（平成24年）
  - 2月 - プール循環ポンプ制御盤改修工事完了。
  - 5月 - プール改修工事実施。
  - 11月 - 空調設備設置工事完了。
- 2013年（平成25年）9月 - 西校舎耐震工事完了。
- 2014年（平成26年）
  - 6月 - 都筑区制20周年記念航空写真撮影。
  - 9月 - ハートフル級改修工事完了。
  - 10月 - ハートフル級新教室にて授業開始。新学校HP開設。
- 2015年（平成27年）
  - 4月 - ビオラ登場。
  - 10月 - 40周年記念すみれふれあいコンサート開催。学校運営協議会設置指定。
  - 11月 - 40周年記念邦楽鑑賞会開催。
  - 11月27日 - 40周年記念式挙行。
  - 12月 - キッズルームとPTA会議室整備工事。
- 2016年（平成28年）
  - 2月 - 40周年記念アートツールキャラバン開催。
  - 3月 - 西棟2階すみれルーム整備工事。キッズ開設。
  - 6月 - プレハブ校舎解体開始（7月終了）。
  - 8月 - 校庭全面改修工事（10月終了）。
  - 12月 - 第1回すみれ学習発表会開催。
- 2017年（平成29年）
  - 5月 - 昇降口リフォーム工事。
  - 12月 - 図工室、理科室、図書室、家庭科室空調工事。
- 2019年（令和元年）11月 - 校舎外壁工事完了。
- 2022年（令和4年）6月 - この月から9月まで、体育館屋根及び外壁補修工事実施。

## 通学区域と進学先中学校
出典

### 学区
- 都筑区
  - 牛久保町
  - 牛久保3丁目
  - すみれが丘

### 進学先中学校
- 横浜市立中川西中学校

## 学校周辺
- 横浜すみれが丘郵便局
- すみれが丘第二公園
- すみれが丘第三公園
- 神奈川県道102号荏田綱島線
- この他は、中小規模のマンションなど、住宅街が広がる。

## アクセス
南側の校庭側の門まで
- 東急バス「た91」・「た94」の各系統で、「すみれが丘南」バス停より、
  - 1番のりば（センター北駅行・すみれが丘行）から、徒歩約400m・約6分（直線距離では約200mだが、道路の関係で倍の距離となる）。
  - 2番のりば（たまプラーザ駅行）から、徒歩約245m・約4分（グリーンパレスケント脇の歩道路を移動した場合・直線距離では約145mだが、道路の関係で若干遠回りとなる）。